# Tanjung Agung (Tanjung Agung)
Tanjung Agung is een bestuurslaag in het regentschap Muara Enim van de provincie Zuid-Sumatra, Indonesië. Tanjung Agung telt 5006 inwoners (volkstelling 2010).